# Svenevik
Svenevik is een plaats in de Noorse gemeente Lyngdal, provincie Agder. Svenevik telt 206 inwoners (2007) en heeft een oppervlakte van 0,28 km².